# 中島AT-2
中島AT-2
日本航空輸送の中島AT-2（同社の絵葉書より）。初期型の特徴である突起付のカウリングを装着している。
- 用途：旅客機
- 設計者：明川清
- 製造者：中島飛行機
- 運用者：日本航空輸送、満洲航空、大日本航空など
- 初飛行：1936年9月12日
- 生産数：33機
- 運用開始：1936年10月
- 退役：1945年9月
- 運用状況：退役済

中島AT-2（なかじまAT-2）は、中島飛行機が開発した日本の旅客機。

## 開発
満洲事変により中国大陸への進出を行った日本であるが、日本と中国大陸との航空連絡時間の短縮の要望を応えるべく、また満洲航空の要求もあり、1934年（昭和9年）末から太田工場でのダグラス DC-2国産化と並行して設計が始まった。設計主務者がDC-2国産化の責任者でもあった中島の技師明川清だったためか、"Aerial Transport"のつもりであった略称のATは、いつの間にか"Akegawa Transport"の略だと思われていたという。
当時の日本には中型旅客機のノウハウが無かったため、設計に当たってはDC-2やボーイング247、ノースロップ2E、クラーク GA-43（en）の機体構造が大いに取り入れられていた。当初案のAT-1は図面だけで終わり、次いで設計されたAT-2が試作され、1936年（昭和11年）9月12日に初飛行。9月25日に飛行検査を終え、数日後には満洲国に空輸された。

## 機体
機体は同時期のアメリカ製輸送機を参考に設計されたため、寸法はDC-2を少し小さくした数値となっており、構造は外翼はノースロップ2E、他の箇所はDC-2を参考にしている。
しかし、DC-2の操舵機構に改善の余地があると分析した明川によって、尾翼面積と舵面比率がDC-2よりも少なめになっている。また胴体断面は角型で、風防や機首の形状も独自の特徴的なものであった。特にボーイング247と逆向きに傾斜をかけた操縦席風防は気流を滑らかにしており、吹雪の中でも雪が貼り付かず、飛行中に横の窓を開けても風の巻き込みが少ないなど空力的に優れた設計になっていた。エンジンカウルは、空気抵抗の減少を図って突起付の小直径型が用いられたが、大きな効果が得られないため、後に平滑なエンジンカウルが主流になっている。

## 生産・運用
満洲国に輸出された1号機は「国光号」と命名され、さっそく満洲航空に納入されて運航された。民間旅客機として日本航空輸送のほか、後身である大日本航空でも用いられた。陸軍も九七式輸送機（キ34）として制式採用し、陸軍主力輸送機として陸軍落下傘部隊の降下訓練などに用いられた。海軍は中島式双発輸送機の名で少数を用いた。
中島はAT-2を33機、九七式輸送機を318機製造したが、ダグラス DC-3の国産化を始めたために九七式輸送機の量産は立川飛行機に引き継がれた。立川では1940年（昭和15年）までに288機を製造した。
小型ながらも旅客輸送に活躍したAT-2・九七式輸送機であったが、のちに搭載能力や最高速度に勝る陸軍次期主力輸送機である三菱重工業の一〇〇式輸送機及び、その民間用であるMC-20が登場し軍民共に第一線の座を譲ることになるが、終戦時まで使用された。

## 機体性能
- 運航乗員： 3名（上記絵葉書では2名）
- 乗客： 8〜10名
- 貨物搭載量：200 kg
- 客席：1.7 m × 1.4 m × 4.8 m
- 全長：15.30 m
- 全幅：19.95 m
- 全高：3.90 m
- 翼面積：49.20 m2
- 翼面荷重：95.5 kg / m2
- 空虚重量： 3,500 kg
- 全備重量： 5,250 kg
- エンジン： 2 × 中島「寿」二型改（580馬力、試作機のみ） / 2 × 中島「寿」八型（620馬力、量産型）
- 最大速度： 360 km/h
- 巡航速度： 310 km/h（上記絵葉書では300 km/h）
- 航続距離： 1,200 km
- 上昇限度： 7,000 m